# Tony Drago
Tony Drago, född 22 september 1965 i Valletta, Malta, maltesisk professionell snookerspelare.

## Karriär
Drago blev professionell 1985 som 20-åring, och har sedan dess framför allt gjort sig känd som en extremt snabb spelare, han innehar flera hastighetsrekord, bland annat kortaste matchen i bäst-av-9 frames: 34 minuter, och snabbaste century: 3 minuter och 31 sekunder.
Drago, även känd som en duktig biljardspelare, klättrade sakta men säkert på rankingen, men nådde aldrig de riktigt stora framgångarna. Som bäst var han rankad som nummer 10 i världen, säsongen 1998/99. Han har vunnit en rankingtitel i karriären, men en "mindre" sådan (med bara 1/10 av det normala poängantalet): Strachan Challenge 1993. Han nådde final i International Open 1997, och har även segrar i inbjudningsturneringarna World Matchplay och Guangzhou Masters.
Efter 2004 har Dragos form varit vikande, och efter säsongen 2007/08 ramlade han ur proffstouren. Han tog sig dock tillbaka till säsongen 2009/2010, genom att vinna en europeisk kvalturnering. De senaste åren har han varit mer framgångsrik i pool, där han bland annat tävlat för Europa i Mosconi Cup.

## Titlar

### Mindre rankingtitlar
- Strachan Challenge - 1993

### Andra titlar
- World Matchplay - 1992
- Guangzhou Masters - 1996